# 王智宇
王智宇（1996年8月24日—），中国男子冰壶运动员，2018年亚太锦标赛男子银牌得主、2019年亚太锦标赛男子铜牌得主、2024年泛大陆锦标赛男子金牌得主、2025年亚洲冬季运动会混合双人铜牌得主。